# Portnowskaja (przystanek kolejowy)
Portnowskaja (ros. Портновская) – przystanek kolejowy w pobliżu miejscowości Podlipki, w rejonie odincowskim, w obwodzie moskiewskim, w Rosji. Położony jest na linii Moskwa – Mińsk – Brześć.